# De trofaste døde
De trofaste døde er en dansk dokumentarfilm fra 1997, der er instrueret af Anders Leifer.

## Handling
Filmen handler om mexicanernes livs- og dødssyn. "For de gamle mexicanere var modsætningen mellem liv og død ikke så absolut. Døden var ikke den naturlige afslutning på livet, men en fase i et uendeligt kredsløb." (Octavio Paz). Filmen sporer traditionen i en bevægelse fra Mexico City til Michoacán-statens fejring af De Dødes Dag 2. november.